# 蛊羊茅
蛊羊茅（学名：Festuca fascinata），为禾本科羊茅属下的一个植物种。